# Thomas Warton
Thomas Warton, známý též jako Thomas Warton, the Younger, aby se odlišil od svého otce (9. ledna 1728, Basingstoke – 21. května 1790, Oxford) byl anglický preromantický básník, literární kritik a profesor na Oxfordské univerzitě, mladší bratr básníka Josepha Wartona.

## Život
Vystudoval chlapeckou školu Winchester College a pak Trinity College na Oxfordské univerzitě, kde byl jeho otec, vikář a příležitostný básník, do roku 1728 profesorem poezie. O poezii se zajímal od raného věku a již roku 1747 vydal báseň Pleasures of Melancholy (Potěšení z melancholie), která je považována za jedno z reprezentativních děl tzv. hřbitovní školy.

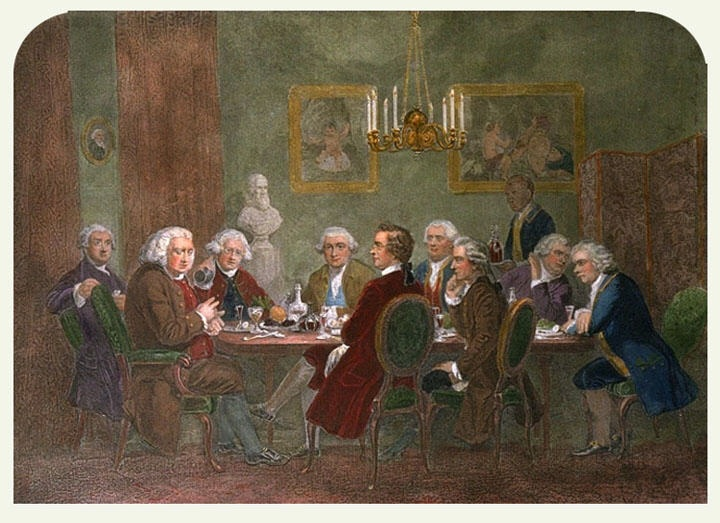
Schůzka literárního klubu, zleva Boswell, Johnson, Reynolds, Garrick, Burke, Paoli, Burney, Warton a Goldsmith

Roku 1857 byl v Oxfordu jmenován profesorem poetiky, což mu poskytovalo dostatek času pro jeho bádání v oblasti literatury a historie středověku. Mnoho let svého života věnoval studiu gotického umění, zajímal se i o renesanci. Byl přítelem Samuela Johnsona a členem jeho literárního klubu (šlo o dining club), který Johnson založil roku 1764 společně s malířem Joshuou Reynoldsem a filosofem Edmundem Burkem. Roku 1785 se stal oficiálním dvorním básníkem, když přijal titul Poet Laureate. Zemřel na následky dny a byl s poctami pohřben v kapli Trinity College.
Po celý život skládal příležitostné verše, které kolísají mezi klasicistickými pravidly a obdivem k nespoutanosti a tajemnu. Jeho hlavní prací jsou ale třídílné Dějiny anglické poezie (1774–1781, History of English Poetry). Celým svým dílem přispěl k oživení širokého zájmu o rytířství a o umění a život ve středověku.

## Vývěrová bibliografie
- Pleasures of Melancholy (1847, Potěšení z melancholie), báseň záměrně rozněcující filosofickou melancholii jako zdroj poezie a ctnosti pomocí prostředků tzv. hřbitovní školy (polorozpadlý gotický kostel osvětlovaný bledou měsíční září, opuštěná márnice, větrem pročesávaný hřbitovní trávník atp.).[6]
- Observations on the Faerie Queene of Spenser (1754, Poznámky ke Spenserově Královně víl, průkopnické dílo preromantické literární kritiky. Podle Wartona sice Spenserův epos sice nevyhovuje pravidlům klasicistní poetiky, zato však osvobozuje představivost čtenářů. Poezie klasicismu sice získala na rozumové a citové kultivovanosti, zato však ztratila bohatou fantazii dřívější literatury.[2]
- History of English Poetry (1774, 1778, 1781, Dějiny anglické poezie), jde o dějiny anglického středověkého a renesančního básnictví od 12. do konce 16. století, které dřívější popisnost nahrazují zobecňujícím literárněvědným přístupem.[2]
- Verses on Sir Joshua Reynold's Painted Window at New College, Oxford (1782, Verše na malované okno sira Joshuy Reynlodse v oxfordské Nové koleji), báseň, ve které se snažil smířit řeckou krásu nového okna s gotickým uměním.[6]